# Eremaea
Eremaea es un género de 16 especies de arbustos o árboles, el follaje con olor persistente, perteneciente a la familia Myrtaceae. Es originario del oeste de Australia.

## Etimología
El nombre del género viene de la palabra griega eremaios, que significa "solitario" y se refiere a las flores solitarias (al menos en apariencia, como inflorescencias que se pueden combinar con varias otras flores) en las ramas terminales. 

## Especies
- Eremaea acutifolia F.Muell., Fragm. 2: 30 (1860).
- Eremaea asterocarpa Hnatiuk, Nuytsia 9: 208 (1993).
- Eremaea atala Hnatiuk, Nuytsia 9: 167 (1993).
- Eremaea beaufortioides Benth., Fl. Austral. 3: 182 (1867).
- Eremaea blackwelliana Hnatiuk, Nuytsia 9: 180 (1993).
- Eremaea brevifolia (Benth.) Domin, Vestn. Král. Ceské Spolecn. Nauk, Tr. Mat.-Prír. 1921-1922(2): 93 (1923).
- Eremaea × codonocarpa Hnatiuk, Nuytsia 9: 215 (1993).
- Eremaea dendroidea Hnatiuk, Nuytsia 9: 194 (1993).
- Eremaea ebracteata F.Muell., Fragm. 2: 29 (1860).
- Eremaea ectadioclada Hnatiuk, Nuytsia 9: 205 (1993).
- Eremaea fimbriata Lindl., Sketch Veg. Swan R.: xi (1839).
- Eremaea hadra Hnatiuk, Nuytsia 9: 170 (1993).
- Eremaea pauciflora (Endl.) Druce, Rep. Bot. Exch. Club Brit. Isles 1916: 622 (1917).
- Eremaea × phoenicea Hnatiuk, Nuytsia 9: 218 (1993).
- Eremaea purpurea C.A.Gardner, J. Roy. Soc. Western Australia 47: 61 (1964).
- Eremaea violacea F.Muell., Fragm. 11: 10 (1879).